# Vadillo de la Sierra
Vadillo de la Sierra ist ein zentralspanischer Ort und eine Gemeinde (municipio) mit 51 Einwohnern (Stand: 2024) in der Provinz Ávila in der Autonomen Region Kastilien-León. 

## Lage und Klima
Die Gemeinde Vadillo de la Sierra liegt auf der Nordseite der Sierra de Gredos im Südwesten der Provinz Ávila in einer durchschnittlichen Höhe von ca. 1350 m. Die Entfernung nach Ávila beträgt knapp 55 km (Fahrtstrecke) in ostnordöstlicher Richtung. Das Klima ist gemäßigt bis warm; der Regen (711 mm/Jahr) fällt mit Ausnahme der trockenen Sommermonate übers Jahr verteilt.

## Bevölkerungsentwicklung
| Jahr      | 1970 | 1981 | 1991 | 2001 | 2011 | 2021 |
| Einwohner | 647  | 325  | 193  | 138  | 78   | 60   |

## Sehenswürdigkeiten
- Kirche Mariä Verklärung